# Bretagnolles
Bretagnolles est une commune française située dans le département de l'Eure, en région Normandie.

## Géographie

### Localisation
La commune est située au cœur de la campagne de Saint-André.
|         | Boisset-les-Prévanches | La Boissière       |
| Fresney | Bretagnolles           | La Boissière Serez |
|         | Foucrainville          | Serez              |

### Hydrographie
La commune est située dans le bassin Seine-Normandie. Elle n'est drainée par aucun cours d'eau,.

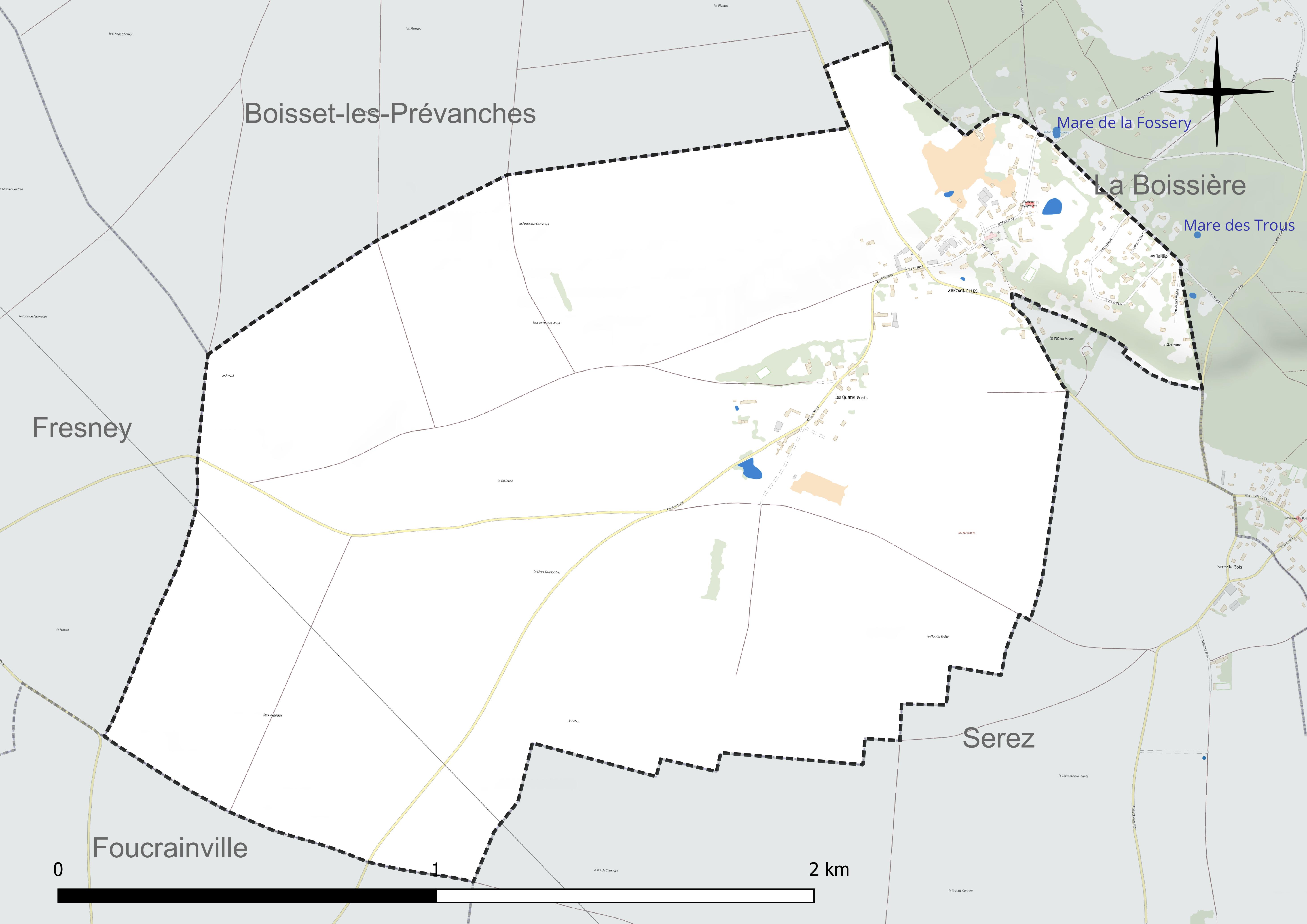
Réseau hydrographique de Bretagnolles.

### Climat
Pour des articles plus généraux, voir Climat de la Normandie et Climat de l'Eure.
En 2010, le climat de la commune est de type climat océanique dégradé des plaines du Centre et du Nord, selon une étude du CNRS s'appuyant sur une série de données couvrant la période 1971-2000. En 2020, Météo-France publie une typologie des climats de la France métropolitaine dans laquelle la commune est exposée à un climat océanique et est dans la région climatique  Sud-ouest du bassin Parisien, caractérisée par une faible pluviométrie, notamment au printemps (120 à 150 mm) et un hiver froid (3,5 °C). Parallèlement le GIEC normand, un groupe régional d’experts sur le climat, différencie quant à lui, dans une étude de 2020, trois grands types de climats pour la région Normandie, nuancés à une échelle plus fine par les facteurs géographiques locaux. La commune est, selon ce zonage, exposée à un « climat des plateaux abrités », correspondant aux plaines agricoles de l’Eure, avec une pluviométrie beaucoup plus faible que dans la plaine de Caen en raison du double effet d’abri provoqué par les collines du Bocage normand et par celles qui s’étendent sur un axe du Pays d'Auge au Perche.
Pour la période 1971-2000, la température annuelle moyenne est de 10,5 °C, avec  une amplitude thermique annuelle de 14,4 °C. Le cumul annuel moyen de précipitations est de 646 mm, avec 10,4 jours de précipitations en janvier et 7,9 jours en juillet. Pour la période 1991-2020, la température moyenne annuelle observée sur la station météorologique la plus proche, située sur la commune de Guichainville à 12 km à vol d'oiseau, est de 11,1 °C et le cumul annuel moyen de précipitations est de 659,6 mm,. Pour l'avenir, les paramètres climatiques de la commune estimés pour 2050 selon différents scénarios d’émission de gaz à effet de serre sont consultables sur un site dédié publié par Météo-France en novembre 2022.

## Urbanisme

### Typologie
Au 1er janvier 2024, Bretagnolles est catégorisée commune rurale à habitat dispersé, selon la nouvelle grille communale de densité à 7 niveaux définie par l'Insee en 2022.
Elle est située hors unité urbaine. Par ailleurs la commune fait partie de l'aire d'attraction de Paris, dont elle est une commune de la couronne,. 

### Occupation des sols
L'occupation des sols de la commune, telle qu'elle ressort de la base de données européenne d’occupation biophysique des sols Corine Land Cover (CLC), est marquée par l'importance des territoires agricoles (92,2 % en 2018), en diminution par rapport à 1990 (93,2 %). La répartition détaillée en 2018 est la suivante : 
terres arables (92,2 %), zones urbanisées (7,4 %), forêts (0,4 %). L'évolution de l’occupation des sols de la commune et de ses infrastructures peut être observée sur les différentes représentations cartographiques du territoire : la carte de Cassini (XVIIIe siècle), la carte d'état-major (1820-1866) et les cartes ou photos aériennes de l'IGN pour la période actuelle (1950 à aujourd'hui).

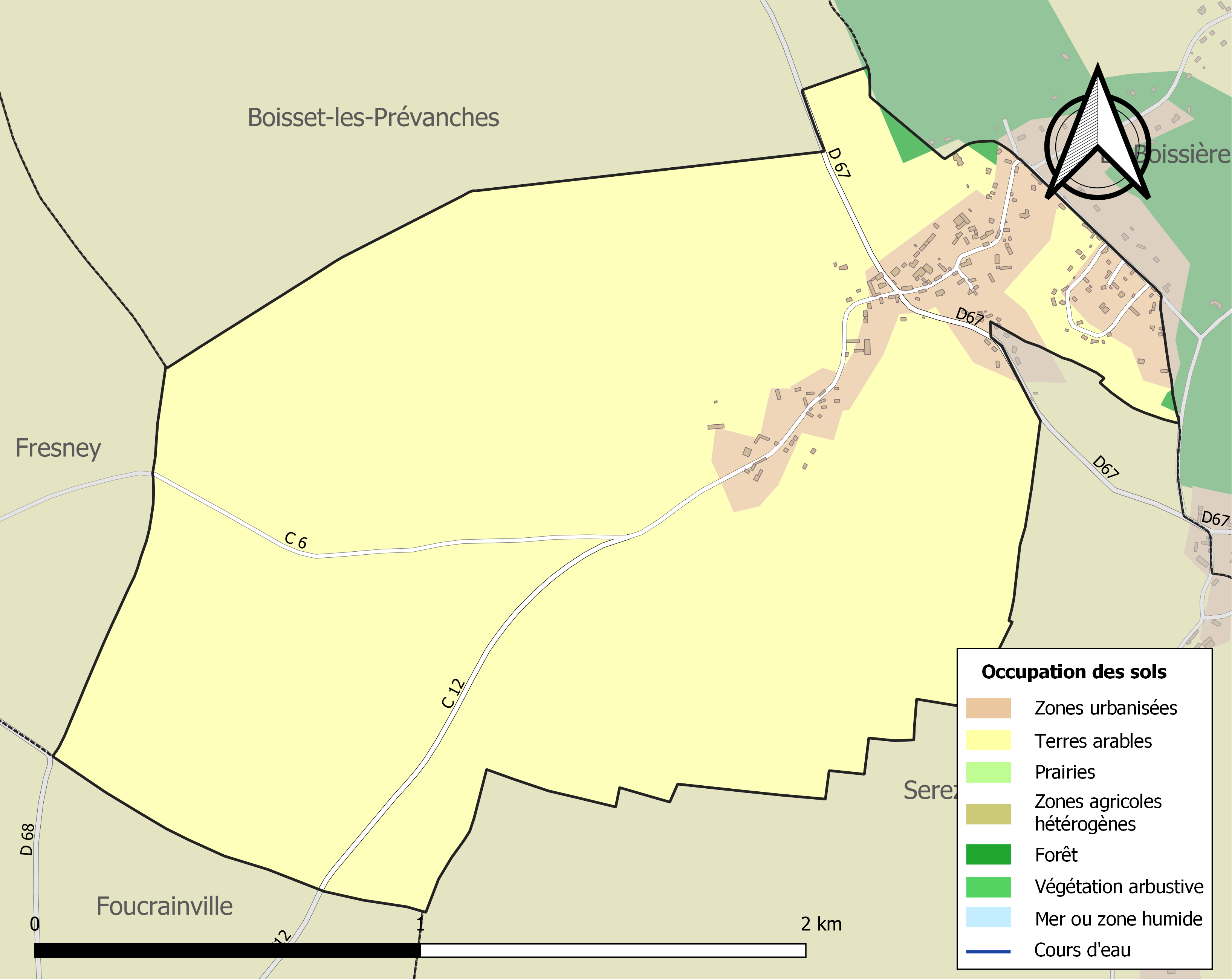
Carte des infrastructures et de l'occupation des sols de la commune en 2018 (CLC).

## Toponymie
Le nom de la localité est attesté sous la forme Bertingnolles au XIIe siècle, Bretingnolles fin du XIIe siècle, Breteignolles en 1206 (charte de la Noë), Bretignolles en 1207 (charte de Luc, évêque d’Évreux), Bretegniollis vers 1210,.
« Colonie de Bretons » avec le suffixe diminutif romain -eolum : « petites colonies de Bretons ».

## Histoire
« Les Feoda Normania rédigés à la fin du XIIe siècle désignent Bretingnoles alias Bretagnolles comme un plein fief relevant de la chatellenie de Passy sur la rivière de l’Eure, ayant droit de haute justice, ce qui équivalait à une baronnie, dont dépendait le fief de La Boissière entre autres. Le roi Philippe-Auguste donna la baronnie de Bretagnolles à Richard d'Argences, ancien bailli d'Évreux et fidèle chevalier de Richard Cœur de Lion, entre le 1er novembre 1202 et le 3 avril 1203. Cette baronnie fut acquise en 1249 par la reine-mère Blanche de Castille, mère de Saint-Louis ! Elle fit don de cette baronnie de Bretagnolles à l’abbaye de Montbuisson, donation approuvée du reste par son fils le Roi de France ».[source insuffisante]
Le fief de Bretagnolles appartenait de 1543 jusqu'à la Révolution à la famille du Buc alias du Buc-Richard, par foi et hommage aux abbesses du Maubuisson, selon les aveux seigneuriaux existants aux archives départementales de l'Eure : Jehan V, Jehan VI, Jehan VII, Jean VIII, et Antoine du Buc furent successivement seigneur de Bretagnolles. Ce fief était érigé en baronnie. Le manoir fut brûlé à l'époque révolutionnaire. L'héritier des sieurs du Buc (le citoyen Antoine Dubuc) était un jeune garçon recueilli par les curés de Bretagnolles et de Grandcourt. Un membre important cette famille fut Jean François VI du Buc du Pacquerel, chevalier, baron de Bretagnolles, seigneur du Fontenil, seigneur de Coussé, seigneur de Graveron, seigneur de Semerville, seigneur de Tournedos, seigneur de Saint-Germain-de-Fresney, seigneur de Bretagnolles, seigneur de Flexanville ; maintenu de noblesse en 1666. Un de ses fils, nommé Pierre du Buc, s'enfuit à la Martinique après un duel et devint un des premiers colons français.

## Politique et administration
| Période                                  | Période   | Identité          | Étiquette | Qualité |
| ---------------------------------------- | --------- | ----------------- | --------- | ------- |
| Les données manquantes sont à compléter. |           |                   |           |         |
| non connu                                | mars 2001 | Roger Hue         |           |         |
| mars 2001                                | 2014      | Violaine Pauline  |           |         |
| mars 2014                                | En cours  | Christine Lemonne |           |         |

## Démographie
L'évolution du nombre d'habitants est connue à travers les recensements de la population effectués dans la commune depuis 1793. Pour les communes de moins de 10 000 habitants, une enquête de recensement portant sur toute la population est réalisée tous les cinq ans, les populations de référence des années intermédiaires étant quant à elles estimées par interpolation ou extrapolation. Pour la commune, le premier recensement exhaustif entrant dans le cadre du nouveau dispositif a été réalisé en 2008.

En 2022, la commune comptait 202 habitants, en évolution de +2,02 % par rapport à 2016 (Eure : −0,25 %, France hors Mayotte : +2,11 %).
| 1793 | 1800 | 1806 | 1821 | 1831 | 1836 | 1841 | 1846 | 1851 |
| ---- | ---- | ---- | ---- | ---- | ---- | ---- | ---- | ---- |
| 169  | 129  | 172  | 171  | 221  | 214  | 235  | 231  | 228  |

| 1856 | 1861 | 1866 | 1872 | 1876 | 1881 | 1886 | 1891 | 1896 |
| ---- | ---- | ---- | ---- | ---- | ---- | ---- | ---- | ---- |
| 208  | 202  | 200  | 192  | 193  | 164  | 156  | 175  | 159  |

| 1901 | 1906 | 1911 | 1921 | 1926 | 1931 | 1936 | 1954 | 1962 |
| ---- | ---- | ---- | ---- | ---- | ---- | ---- | ---- | ---- |
| 146  | 151  | 149  | 135  | 124  | 102  | 109  | 132  | 132  |

| 1968 | 1975 | 1982 | 1990 | 1999 | 2006 | 2008 | 2013 | 2018 |
| ---- | ---- | ---- | ---- | ---- | ---- | ---- | ---- | ---- |
| 102  | 92   | 92   | 157  | 185  | 182  | 182  | 197  | 203  |

| 2022 | - | - | - | - | - | - | - | - |
| ---- | - | - | - | - | - | - | - | - |
| 202  | - | - | - | - | - | - | - | - |

## Culture locale et patrimoine

### Lieux et monuments

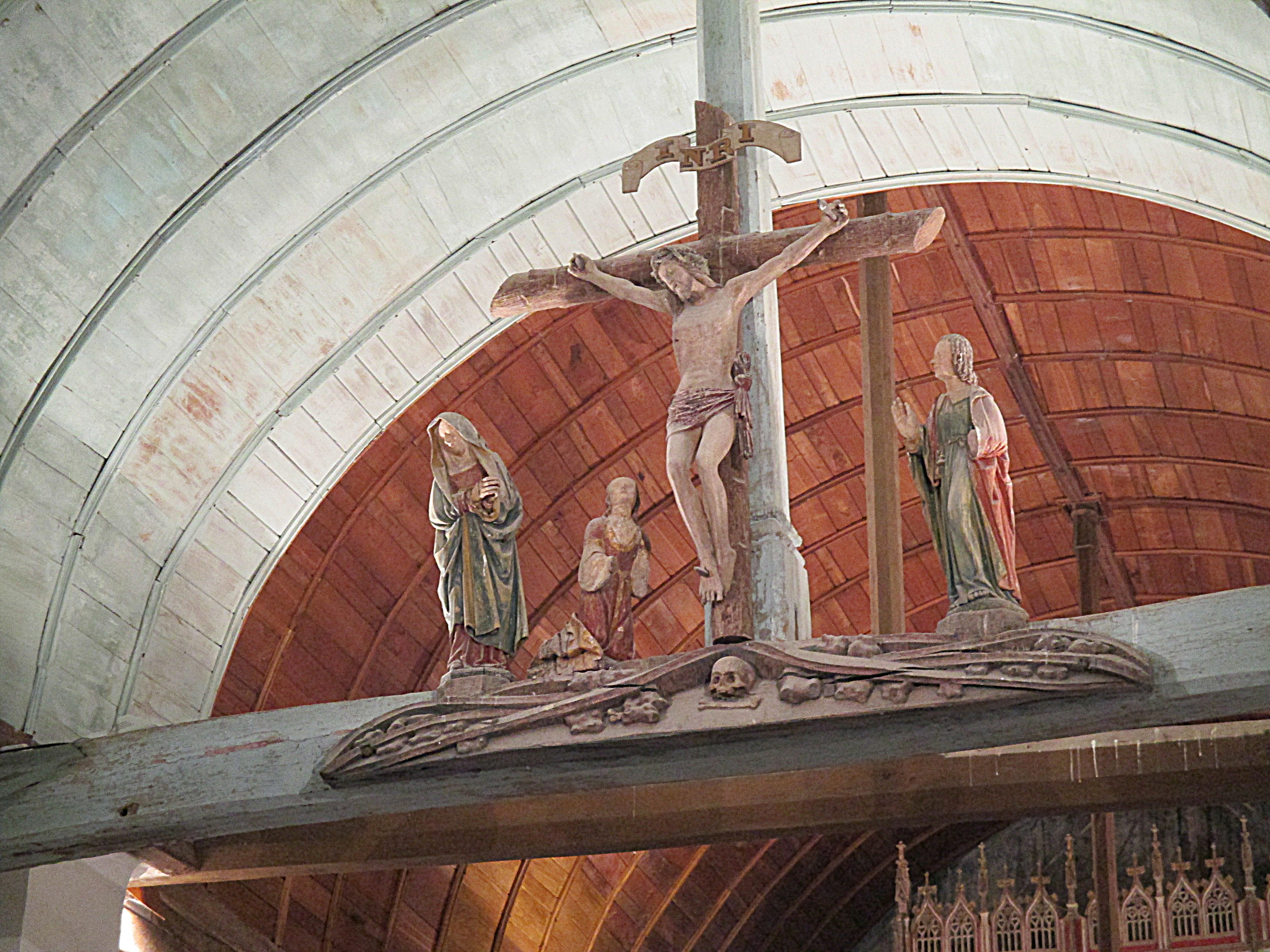
Poutre de gloire de l'église de Notre-Dame.

- Église Notre-Dame[26],  Inscrit MH (1961), du XIIe siècle.

### Personnalités liées à la commune
- Jean François VI du Buc du Pacquerel, seigneur de la baronnie de Bretagnolles. Né vers 1600, Jean-François du Buc, baron de Bretagnolles, sieur du Pacquerel.

## Héraldique
| Blason de Bretagnolles | Blason  | Tiercé en pairle renversé: au 1er d'or à la bande d'azur chargée de trois mouchetures d'hermine d'argent posées à plomb, au 2e de gueules à deux léopards d'or, armés et lampassés d'azur, l'un au-dessus de l'autre, au 3e d'azur qu lis des jardins au naturel. |
| Blason de Bretagnolles | Détails | Les deux léopards d'or rappellent les armoiries de la Normandie. Le statut officiel du blason reste à déterminer. |